# Johan Vásquez (football, 1998)
Johan Vásquez, né le 22 octobre 1998 à Navojoa au Mexique, est un footballeur international mexicain qui évolue au poste de défenseur central à Genoa CFC.

## Biographie

### En équipe nationale
Le 14 novembre 2022, il est sélectionné par Gerardo Martino pour participer à la Coupe du monde 2022.

## Palmarès

### En sélection
- Mexique
  - Vainqueur de la Gold Cup en 2023